# 위젯 툴킷
위젯 툴킷(widget toolkit), 위젯 라이브러리(widget library), GUI 툴킷(GUI toolkit)은 그래픽 사용자 인터페이스를 포함한 응용 프로그램을 설계할 때 이용하기 위한 위젯을 모아 둔 것이다. 툴킷 그 자체는 API를 제공하는 운영 체제, 윈도 시스템, 창 관리자가 일반적으로 제공하는 프로그램의 일부이며 위젯의 사용을 도와 준다. 각 위젯은 특정한 사용자 컴퓨터 상호 작용을 이용하며 컴퓨터의 GUI의 일부인 것처럼 보이게 만든다.
툴킷이 제공하는 위젯은 미적인 것을 포함하여 통일된 디자인 규격을 고수하는 것이 보통이다.

## 예
- wxWidgets
- GTK+
- 모티프
- Qt
- FLTK
- 마이크로소프트 파운데이션 클래스

## 같이 보기
- 표준 위젯 툴킷